# Šaty

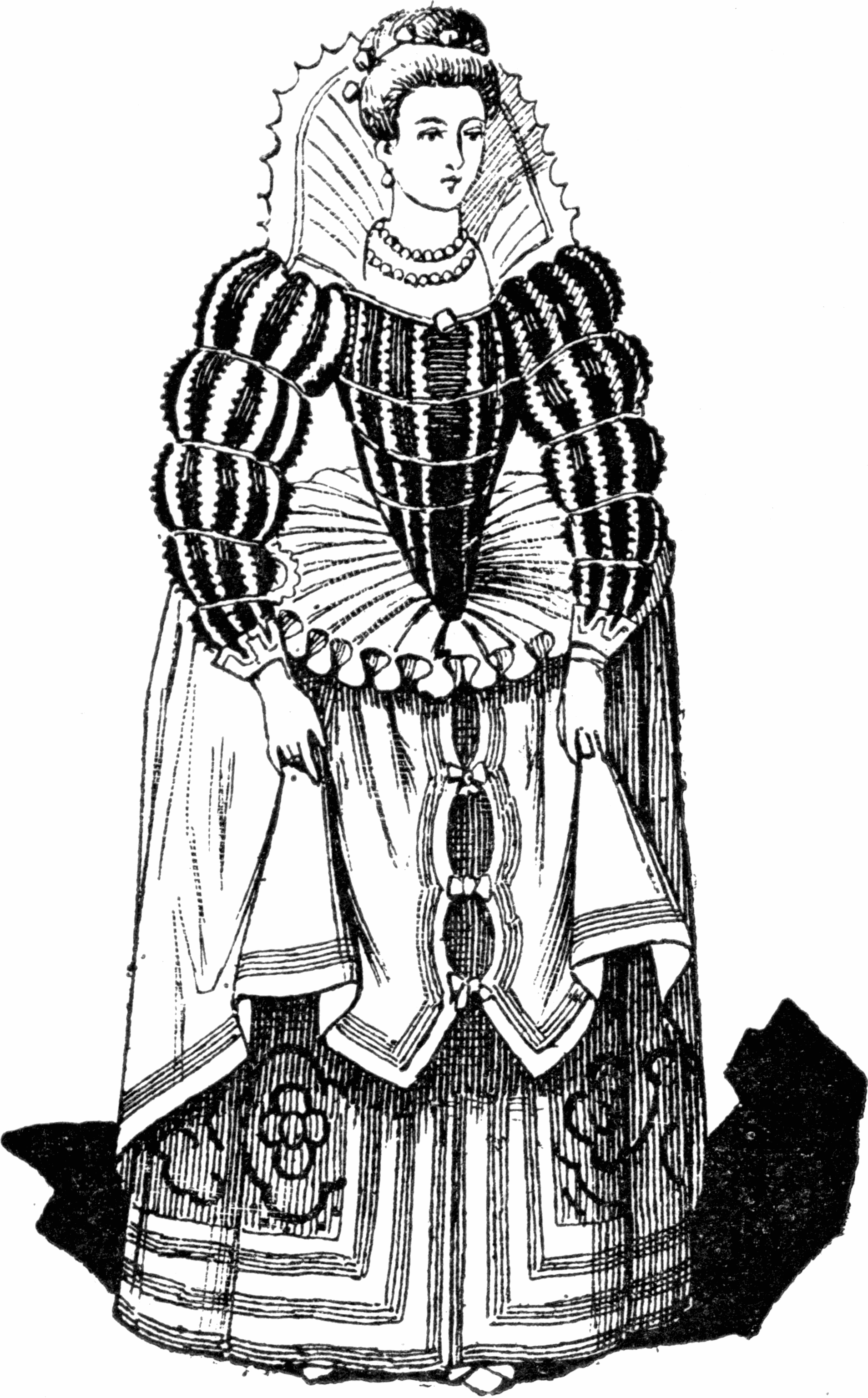
16. století

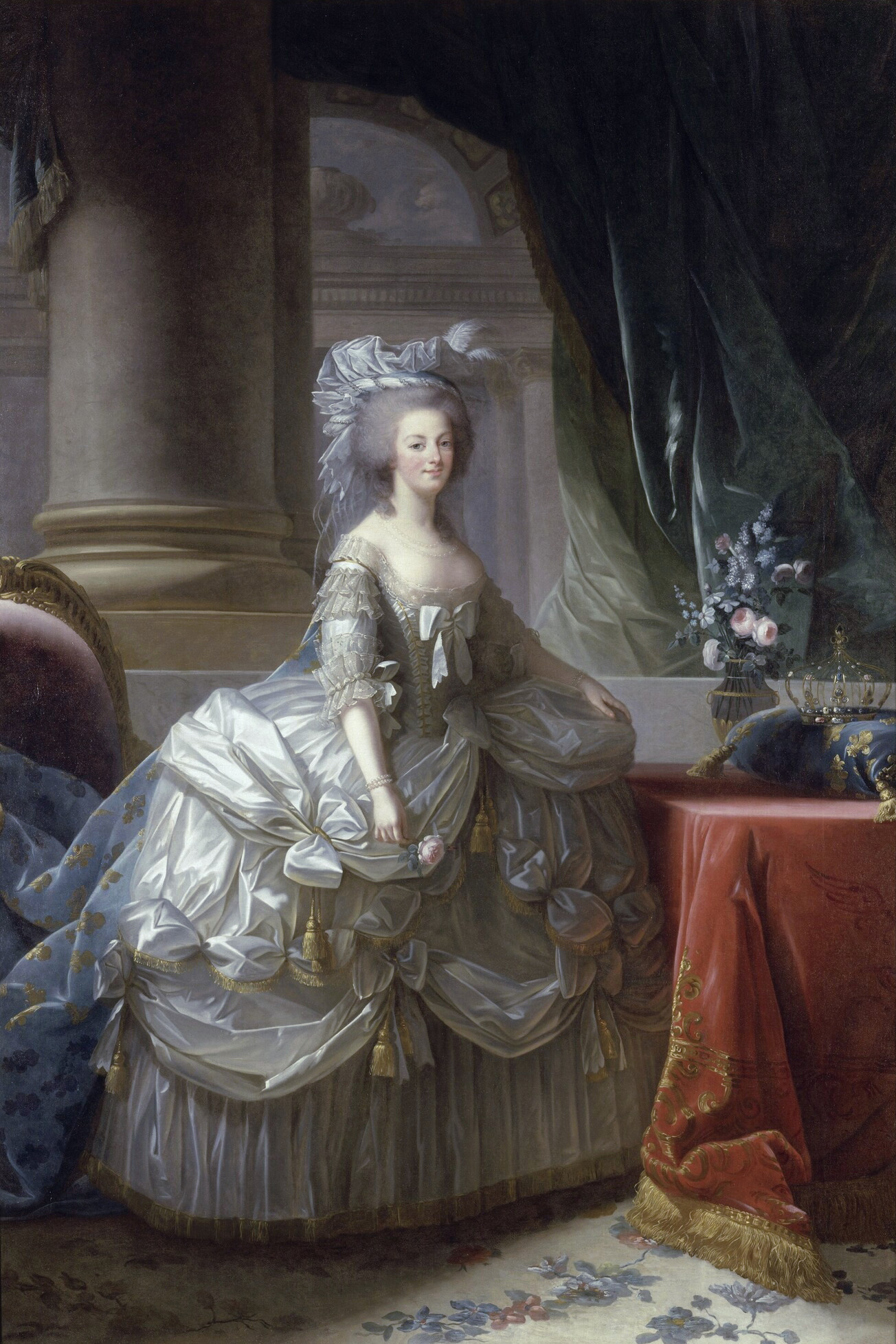
rok 1783

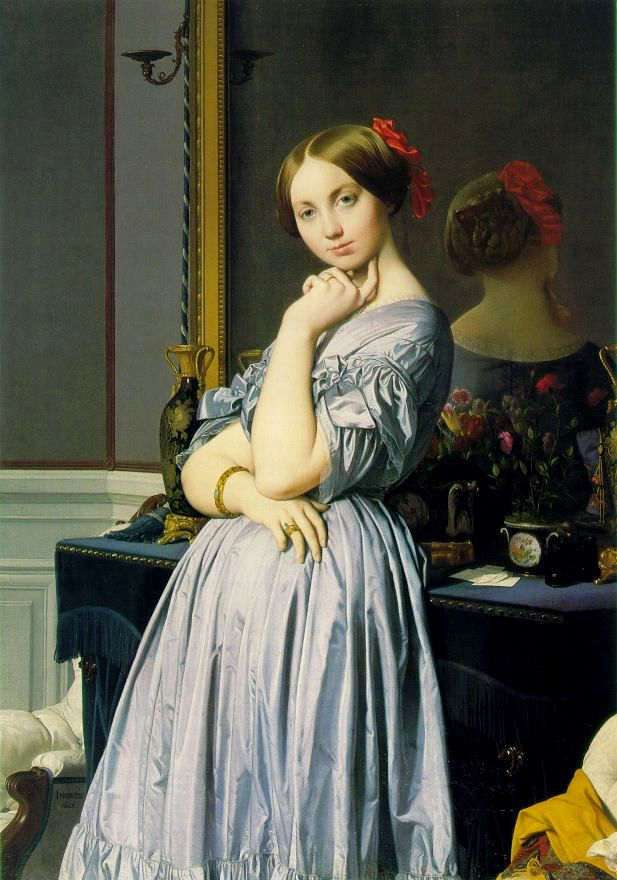
rok 1845

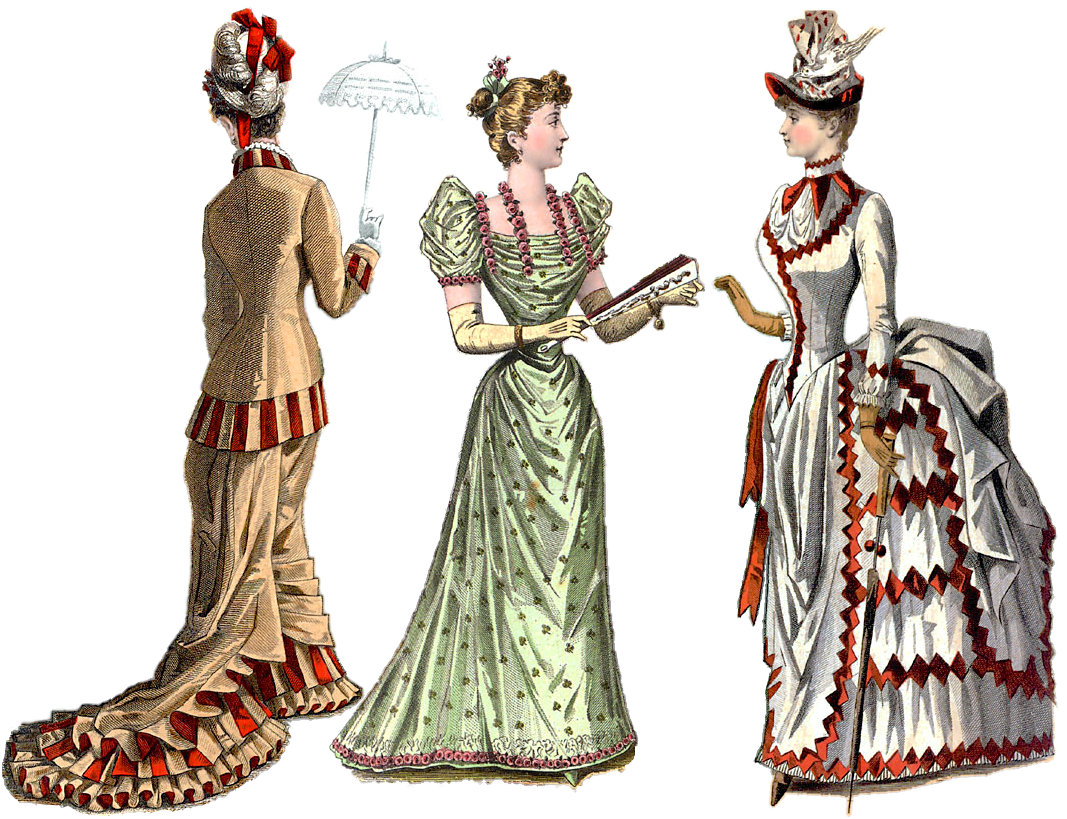
80. léta 19. století

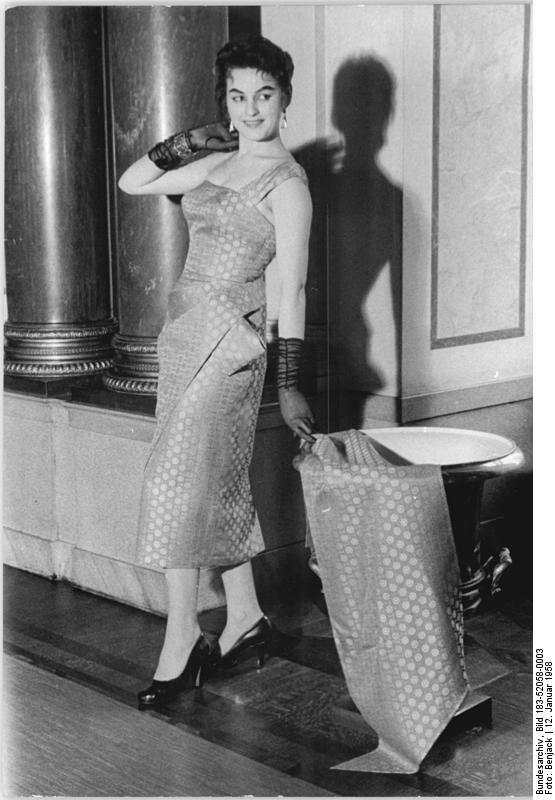
rok 1958

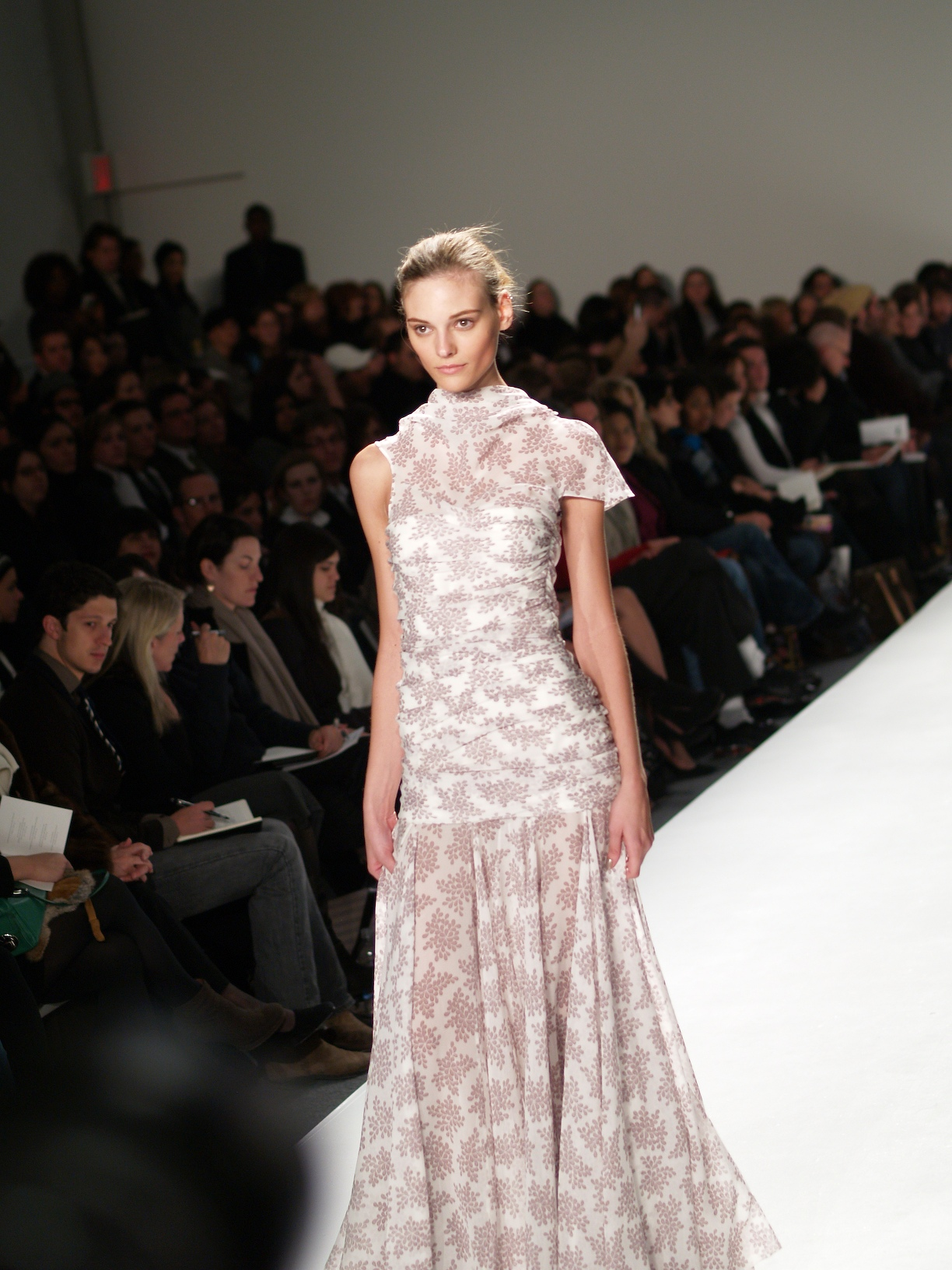
rok 2006

Šaty, šatičky – jednodílný kus dámského svrchního oblečení, zakrývající trup a nohy, někdy s různě dlouhými rukávy zakrývajícími ruce, jindy jen na ramínkách, anebo i úplně bez nich. (např. společenské, košilové, volnočasové, pletené)

## Vznik a vývoj
Historicky byly šaty oděvem i pánským. Šaty byly vyvinuty z původních raně středověkých plášťů a pelerýn, změnou jejich střihu a použitých tkanin. Za dobu vzniku je obecně považována polovina 15. století, přizpůsobením dřívějšího oblečení cotardie (v pánském i dámském provedení) lépe lidské postavě.
Dámské Cotardie mělo vysoký živůtek, rozšiřující se do půli boků a přecházelo do sukně. Živůtek měl vpředu zdola hluboký výkroj, shora končil límcem. Takový střih šatů opticky zaštíhloval.

## Druhy šatů
| obrázek | název           | popis |
| ------- | --------------- | --- |
|         | koktajlové šaty | krátké, k lýtkům, bez límce i rukávů, k nošení přes den ke společenským i formálním příležitostem.                                       |
|         | večerní šaty    | dlouhé společenské šaty, róba, toaleta pro zvláštní příležitosti.                                                                        |
|         | plesové šaty    | šaty ke společenskému tanci, mohou se lišit podle temperamentu tanečnice, stylu hudby i podle míry oficiality dané společenské události. |
|         | svatební šaty   | šaty nevěsty k svatebnímu obřadu, barvou svatební forma večerních šatů; ke kotníkům, nebo i s vlečkou.                                   |
|         | mini šaty       | krátké, nad kolena, na léto a na pláž.                                                                                                   |
|         | denní šaty      | pro běžné domácí nošení i k práci (casual wear).                                                                                         |
|         | dívčí šatičky   | pro školačky i ještě menší holčičky. |
|         | sarafán         | druh lidových folklórních šatů bez rukávů, nošených s blůzkou.                                                                           |